# Giovanna Corda
Giovanna Corda (Carbonia (Italië), 2 november 1952) is een Belgisch politica voor de PS.

## Levensloop
Corda is afkomstig uit Sardinië en verhuisde in 1956 met haar familie naar België om zich in het dorp Hornu te vestigen, deelgemeente van Boussu.
Als gediplomeerde in de economische wetenschappen werd zij beroepshalve bediende en vervolgens leerkracht economie in het secundair onderwijs.
Als socialistisch militant trad ze toe tot de PS. Voor deze partij werd Corda in 1994 verkozen tot gemeenteraadslid van Boussu, waar ze sinds 2000 schepen is.
Bovendien zetelde zij van 2007 tot 2009 in opvolging van Marc Tarabella in het Europees Parlement, waar ze deel uitmaakte van de commissies Landbouw en Consumentenbescherming.